# Connad
Connad Cerr († 629) war im Jahre 629 König des irisch-schottischen Königreichs Dalriada.
Im Jahr 627 hatte Connad in Irland gegen Fichna mac Deman einen Sieg errungen und blieb auch auf der Insel, als sein Vater, König Eochaid I. starb. Gerade drei Monate König, unterlag er dort in der Schlacht von Fid Eoin und fiel im Kampf.